# Leigh-Allyn Baker
Leigh-Allyn Baker (Kentucky, 13 de Março de 1972) é uma atriz e dubladora americana. Baker fez um trabalho de voz em jogos de vídeo para a Star Trek e X-Men franquias, e estrelou em programas de televisão como That '70s Show, Early Edition, Yes, Dear e entre outras séries. Ela também estrelou o curta sitcom 1996 A Última Fronteira.
Baker também é conhecida do público de televisão por seus papéis recorrentes como Hannah Webster na primeira temporada de Charmed, e como Ellen, o amigo de longa data de Grace Adler (Debra Messing) em Will & Grace, que jogou desde o show começou em 1998 até à sua última temporada em 2006. Ela também é conhecida por fornecer a voz de Abby na série animada volta ao Barnyard.
No final de 2008, Baker apareceu em vários episódios de Hannah Montana jogando Mickey, um apresentador de programa de manhã. Em 2010 atuou no seriado Boa Sorte, Charlie! como Amy Duncan na sitcom originais do Disney Channel, Good Luck Charlie.

## Filmografia
| Filme       | Filme                              | Filme             | Filme                                               |  |
| Ano         | Título                             | Papel             | Notas                                               |  |
| ----------- | ---------------------------------- | ----------------- | --------------------------------------------------- |  |
| 1994        | Shrunken Heads                     | Mitzi             |                                                     |  |
| 1995        | Leprechaun 3                       | Waitress          |                                                     |  |
| 1997        | Breast Men                         | Paciente          |                                                     |  |
| 1999        | A Wake in Providence               | Connie            |                                                     |  |
| 2000        | Very Mean Men                      | Mary              |                                                     |  |
| 2003        | Frozen Impact                      | Enfermeira Debbie |                                                     |  |
| 2004        | The Crux                           | Mulher            |                                                     |  |
| 2011        | Good Luck Charlie, It's Christmas! | Amy Ducan         | Elenco Principal                                    |  |
| 2015        | Bad Hair Day                       | Liz Morgan        | Elenco Principal, Filme original do Disney Channel. |  |
| Televisão   |                                    |                   |                                                     |  |
| Ano         | Título                             | Papel             | Notas                                               |  |
| 1996        | Almost Perfect                     | Gina              |                                                     |  |
| 1996        | The Last Frontier                  | Joy               |                                                     |  |
| 1997        | Inner Shadow                       | Gaika             |                                                     |  |
| 1997        | Swing Blade                        | Lauranne          |                                                     |  |
| 1997        | Fired Up                           | Janet             |                                                     |  |
| 1998-1999   | Charmed                            | Hannah Webster    |                                                     |  |
| 1998-2006   | Will & Grace                       | Ellen             |                                                     |  |
| 1999        | Family Law                         | Laurie Carrigalo  |                                                     |  |
| 2000        | Early Edition                      | Kate O'Rourke     |                                                     |  |
| 2001        | The Geena Davis Show               | Ms. Susie         |                                                     |  |
| 2002        | Yes, Dear                          | Stacey            |                                                     |  |
| 2003        | That '70s Show                     | Officer Debbie    |                                                     |  |
| 2004        | Triple Play                        | Maggie Fuller     |                                                     |  |
| 2005        | Enough About Me                    | Mona              |                                                     |  |
| 2005        | Las Vegas                          | Erlene            |                                                     |  |
| 2005        | Boston Legal                       | Frannie Huber     |                                                     |  |
| 2007        | My Name Is Earl                    | Nicole Moses      |                                                     |  |
| 2007        | House MD                           | Claire            |                                                     |  |
| 2009        | Hannah Montana                     | Mickey            | 2 episódios, série do Disney Channel                |  |
| 2010 - 2014 | Boa Sorte Charlie                  | Amy Duncan        | Elenco Principal                                    |  |
| 2014        | Stan, o cão blogueiro              | Cheri             | Episódio: "Quem Treinará o Stan"                    |  |